# Esencijalna masna kiselina
Esencijalne masne kiseline (EFA), su masne kiseline koje ljudi i životinje moraju da unesu sa hranom jer su potrebne telu, a ne mogu da budu sintetisane u njima. Termin „esencijalna masna kiselina“ se odnosi na masne kiseline potrebne za biološke procese, a ne one koje deluju samo kao gorivo.
Samo dve esencijalne masne kiseline su poznate za ljude: alfa-linoleinska kiselina (omega-3 masna kiselina) i linolna kiselina (omega-6 masna kiselina). Druge masne kiseline koje su samo „uslovno esencijalne“ su gama-linolenska kiselina (omega-6 masna kiselina), laurinska kiselina (zasićena masna kiselina), i palmitoleinska kiselina (mono-nezasićena masna kiselina).

## Funkcija
U telu, esencijalne masne kiseline služe višestrukim funkcijama. Balans između dijetarnih ω-3 i ω-6 vrši snažan uticaj na funkciju.
- One se modifikuju u
  - klasične eikozanoide (utiču na inflamaciju i mnoge druge celularne funkcije)
  - endokanabinoide (utiču na raspoloženje, ponašanje i inflamacije)
  - lipoksine iz ω-6 EFA i rezolvina iz ω-3 (u prisustvu aspirina, umanjuju inflamaciju)
  - izofurane, neurofurani, izoprostani, hepoksilini, epoksi-eikozatrienoinske kiseline (EET) i neuroprotectin D
- One formiraju lipidne splavove (utiču na ćelijsku signalizaciju)[6]
- One deluju na DNK (aktiviraju ili inhibiraju transkripcine faktore poput NF-κB, koji su povezani sa produkcijom proinflamatornih citokina)[7]

## Literatura
1. ↑  Burr, G.O.; Burr, M.M.; Miller, E. (1930). „On the nature and role of the fatty acids essential in nutrition"” (PDF). J. Biol. Chem. 86: 587. Архивирано из оригинала (PDF) 21. 02. 2007. г. Приступљено 01. 09. 2011.
2. ↑  Stillwell W, Shaikh SR, Zerouga M, Siddiqui R, Wassall SR (2005). „Docosahexaenoic acid affects cell signaling by altering lipid rafts”. Reproduction, Nutrition, Development. 45 (5): 559—79. PMID 16188208. doi:10.1051/rnd:2005046.
3. ↑  Calder PC (2004). „n-3 fatty acids, inflammation, and immunity--relevance to postsurgical and critically ill patients”. Lipids. 39 (12): 1147—61. PMID 15736910. doi:10.1007/s11745-004-1342-z.